# 高田博行
高田 博行（たかだ ひろゆき、1955年 - ）は、日本のドイツ語学者。学習院大学文学部教授。

## 来歴
京都市生まれ。1977年大阪外国語大学ドイツ語学科卒、79年同大学院修士課程修了、大阪外国語大助手、83年講師、88年助教授、98年教授、1999年関西大学文学部教授、2004年学習院大学文学部教授。
1988年ドイツ語ドイツ文学振興会奨励賞受賞、2011年日本独文学会賞受賞。2015年新書大賞ベストテン。2017年日本翻訳出版文化賞。Germanistik (de Gruyter) 国際編集顧問。Journal of Historical Sociolinguistics (Berlin: de Gruyter)  編集委員。

## 著書
- Grammatik und Sprachwirklichkeit von 1640-1700. Zur Rolle deutscher Grammatiker im schriftsprachlichen Ausgleichsprozess.Tübingen: Niemeyer 1998 (Reprint, Berlin/New York: de Gruyter 2011) (タイトル日本語訳『1640年から1700年までの文法と言語の現実ードイツ文章語の平均化プロセスにおける文法家の果たした役割』) de Gruyterのページ
- 『素朴なぎもんからわかるドイツ文法』郁文堂 2010 郁文堂のページ
- 『ヒトラー演説　熱狂の真実』中公新書 2014　中公新書のページ
  - Hitlers Reden 1919–1945 Eine sprachwissenschaftliche Analyse　J.B. Metzler 2024

### （共）編著
- 『ドイツ語が織りなす社会と文化』杉谷眞佐子、高田博行、浜崎桂子、森貴史共編著 関西大学出版部 2005
- 『独検4、5級合格テクニック』高田博行、湯浅博章、阿部美規、細川裕史共著 同学社 2010
- 『話しことば研究をめぐる4つの問い』高田博行編、日本独文学会叢書 No. 65、2010
- 『言語意識と社会ードイツの視点・日本の視点』山下仁、渡辺学、高田博行共編著 三元社 2011
- 『ドイツ語できちんと書いてみる 中級ドイツ語文法と作文』高田博行、飯田道子、平井敏雄共著 三修社 2011
- 『独検3級合格テクニック』高田博行、湯浅博章、阿部美規、白井宏美共著 同学社 2011
- 『歴史語用論入門ー過去のコミュニケーションを復元する』高田博行、椎名美智、小野寺典子共編著 大修館書店 シリーズ・言語学フロンティア 2011
- 『講座ドイツ言語学 第2巻 ドイツ語の歴史論』高田博行、新田春夫共編 ひつじ書房 2013
- 『歴史語用論の世界ー文法化・待遇表現・発話行為』金水敏、高田博行、椎名美智共編　ひつじ書房　2014
- 『歴史社会言語学入門ー社会から読み解くことばの移り変わり』高田博行、渋谷勝己・家入葉子共編著  大修館書店 シリーズ・言語学フロンティア 2015
- 『歴史語用論の方法』高田博行、小野寺典子、青木博史共編著　ひつじ書房　2018
- 『断絶のコミュニケーション（シリーズ　ドイツ語が拓く地平　１）』高田博行、山下仁共編著　ひつじ書房　2019

### 翻訳
- 『ハンドブック 現代ドイツ文法の解説』E.ヘンチェル／H.ヴァイト著　西本美彦／河崎靖共訳 同学社1994
- 『ライプニッツの国語論ードイツ語改良への提言』渡辺学共編訳 法政大学出版局 叢書・ウニベルシタス 2006
- 『グリム兄弟言語論集ー言葉の泉』千石喬共編　ひつじ書房　2017
- ライプニッツ著作集 第Ⅱ期 3『技術・医学・社会システム』「知性と言語をさらに鍛錬するようドイツ人に勧告する文書」工作舎 2018 ISBN 978-4-87502-494-1

## 参考
- J-GLOBAL